# Diabolical Masquerade
Diabolical Masquerade era un progetto musicale di tipo one-man band e di musica black metal portato avanti dal musicista svedese Anders Nyström (aka Blakkheim) dal 1993 al 2004. Nyström è noto soprattutto come chitarrista del gruppo Katatonia.
Dan Swanö è stato un collaboratore di Nyström nel progetto in diversi ruoli, soprattutto negli album in studio.

## Discografia
- 1993 – Promo 1993 (demo)
- 1996 – Ravendusk in My Heart
- 1997 – The Phantom Lodge
- 1998 – Nightwork
- 2001 – Death's Design